# Blennidus dianae
Blennidus dianae là một loài bọ chân chạy thuộc phân họ Pterostichinae. Loài này được Camero mô tả năm 2006 và là loài đặc hữu của Colombia, được phát hiện ở độ cao 2.620 mét (8.600 ft).